# أصول الشمولية
أصول الشمولية  (بالألمانية: Elemente und Ursprünge totaler Herrschaft)‏ هو كتاب صادر عام 1951 من تأليف حنة آرندت، وفيه توصيف وتحليل للنازية، الستالينية وغيرها من الحركات الشمولية في القرن العشرين. حقق الكتاب نجاحًا على مستوى المبيعات والأهمية، وتلقى انطباعات مختلطة من النُقَّاد.